# Jonathan Quartey
Jonathan Quartey (ur. 15 kwietnia 1988) – piłkarz z Ghany grający na pozycji obrońcy. Jego obecnym klubem jest turecki klub Samsunspor, z którym ma ważny kontrakt do 2013 roku.